# Gleiswechselbetrieb
Zweigleisige Eisenbahnstrecken können im Gleiswechselbetrieb (GWB) betrieben werden, sodass beide Gleise in beiden Fahrtrichtungen mit vollständiger technischer Sicherung befahren werden können. Die Zugfahrt findet dabei vollständig mit Hauptsignalbegriffen statt. Eine Verringerung der technischen Sicherung wie bei anderen Formen des Fahrens auf dem Gegengleis gibt es hier nicht.
Der erste Abschnitt mit Gleiswechselbetrieb in Deutschland wurde am 17. Oktober 1951 an der Bahnstrecke Bebra–Göttingen zwischen Bebra und Cornberg (in der Fahrtrichtung Bebra–Göttingen) in Betrieb genommen. Neue Schnellfahrstrecken werden von Beginn an für Gleiswechselbetrieb konzipiert. Altbaustrecken werden zunehmend dafür umgerüstet, da die Betriebsführung bei Störungen und Baustellen vereinfacht wird.
In Österreich werden inzwischen alle zweigleisigen Strecken im Gleiswechselbetrieb betrieben.

## Voraussetzungen
Voraussetzungen für den Gleiswechselbetrieb sind eine entsprechende Ausstattung der Stellwerke sowie eine vollwertige Signalisierung der Streckengleise in beiden Fahrtrichtungen. Aus technischer Sicht kann eine mit Gleiswechselbetrieb ausgestattete Strecke wie zwei parallel verlaufende eingleisige Strecken betrachtet werden, aus betrieblicher Sicht bleibt es jedoch eine zweigleisige Strecke. Auch auf dem Gegengleis darf dann die volle Streckengeschwindigkeit gefahren werden. Während des Wechsels von einem Gleis auf das andere ist die Geschwindigkeit allerdings auf die zulässige Geschwindigkeit der im abzweigenden Strang zu befahrenden Weichen beschränkt, was einen begrenzenden Faktor für den Betrieb ausmacht.
Fahren auf dem Gegengleis mit Hauptsignalen wird dem Triebfahrzeugführer an Ausfahr- und Blocksignalen von Abzweig- und Überleitstellen durch den Gegengleisanzeiger (Signal Zs 6) angekündigt. Er hat dadurch die Information, dass die Fahrt auf das Gegengleis führt oder auf diesem fortgesetzt wird und die Signale auf der freien Strecke bis zur nächsten Betriebsstelle links vom Gleis zu beachten sind.
Bei vollausgebauten Strecken ist die Blockteilung in beiden Gleisen und Richtungen identisch. Damit bieten beide Gleise unabhängig von der Fahrtrichtung dieselbe Leistungsfähigkeit. In der Vergangenheit wurden zahlreiche Strecken für die Fahrten entgegen der gewöhnlichen Fahrtrichtung mit weniger oder ganz ohne Blocksignale ausgerüstet. Dem geringeren Aufwand bei Einrichtung und Instandhaltung steht dann jedoch insbesondere im Störungsfall bei Sperrung eines Gleises oder bei Bauarbeiten eine deutliche Reduzierung der Durchlassfähigkeit gegenüber.
Der Streckenblock einer zweigleisigen Strecke mit Gleiswechselbetrieb  entspricht ebenfalls dem von zwei eingleisigen Strecken. Anwendbar ist damit jede zugelassene Blockbauform. Bei hochbelasteten Strecken stellen jedoch selbsttätige Streckenblockformen, die eine dichte Blockteilung ohne zusätzlichen Personalaufwand ermöglichen, die Regelbauart dar. Der Erlaubniswechsel insbesondere bei dezentralen Blockbauarten kann wie bei eingleisigen Stecken ausgeführt werden. Dann verbleibt eine einmal abgegebene Erlaubnis bei der Blockendstelle, die sie erhalten hat, bis sie sie zurückgibt. Die zweite Möglichkeit ist die Erlaubnisschaltung mit Vorzugslage. In diesem Fall befindet sich die Erlaubnis in Grundstellung jeweils bei der Stelle, auf der die Rechtsfahrten (oder Fahrten in das Regelgleis) beginnen. Vor einer Linksfahrt (oder Fahrt im Gegengleis) wird die Erlaubnis aktiv abgegeben. Sie kehrt mit der verkehrenden Zugfahrt jedoch selbsttätig zurück.

## Nutzung
Der Gleiswechselbetrieb kann dazu genutzt werden, dass ein Zug einen anderen überholt. Im Gegensatz zum Straßenverkehr ist es hierbei üblich, dass der langsamere Zug das Gleis wechselt, also (bei Rechtsverkehr) rechts überholt wird. Der Grund dafür ist, dass ihn die weichenbedingte Geschwindigkeitsbeschränkung beim Gleiswechsel in geringerem Maß behindert und er in manchen Fällen seine Geschwindigkeit zusätzlich verringern muss, damit das Überholmanöver innerhalb des dafür vorgesehenen Streckenabschnitts durchgeführt werden kann. Ohne Gleiswechselbetrieb müsste der auf einem Ausweichgleis wartende langsamere Zug überholt werden. Problematisch ist dabei allerdings die Information der Reisenden insbesondere bei auf das andere Streckengleis verlegten Regionalverkehrszügen.
Eine weitere Möglichkeit zur Nutzung des Gleiswechselbetriebs besteht darin, annähernd gleich schnelle Züge parallel verkehren zu lassen, falls sich der Betrieb zeitweise auf eine Richtung beschränkt. Ein Beispiel für eine entsprechende Nutzung ist die 1991 in Betrieb genommene Schnellfahrstrecke Mannheim–Stuttgart.
Ebenso kann der Gleiswechselbetrieb genutzt werden, um bei vorübergehender Sperrung eines Gleises den Verkehr in beiden Richtungen über das verbleibende Gleis abzuwickeln.
Innerhalb von Bauzuständen kann auch das Fahren auf dem Gegengleis vorübergehend angeordnet werden, wobei dann ebenfalls eine Signalisierung mittels des Gegengleisanzeigers erfolgen muss. Diese Betriebsart, die jahrzehntelang zeitweise eingleisiger B‌etrieb genannt wurde, erfordert allerdings Schaltarbeiten in den betroffenen Stellwerken mit folgenden Abnahmeprüfungen bei der Einführung und Rückschaltung. Eine spontane Nutzung ist auch dann ausgeschlossen, wenn die Umschaltmöglichkeiten mit Programmsteckern vorbereitet sind. Der Vorteil gegenüber dem echten Gleiswechselbetrieb ist der geringere Bedarf an Kabeladern und Schalteinrichtungen in den betroffenen Stellwerken. Gerechtfertigt ist der Änderungsaufwand nur bei längere Zeit dauernden Bauarbeiten. Echter und ständig eingerichteter Gleiswechselbetrieb ist die betrieblich und technisch bessere Lösung.

## Verwendung des Begriffs
Die beiden deutschen Staatsbahnen bezeichneten das Verfahren bei seiner Einführung gleichlautend Gleiswechselbetrieb, allerdings wurden lange nur wenige und besonders hochbelastete Streckenabschnitte entsprechend ausgerüstet. Bei der Deutschen Bundesbahn änderte sich das in den späten 1960er Jahren mit dem zunehmenden Bau von Relaisstellwerken. Eine typische Eigenheit waren nicht entsprechend ausgerüstete durchgehende Hauptgleise in Bahnhöfen. Fahrten im linken Streckengleis mussten in den Bahnhöfen über das Richtungsgleis der Regelrichtung oder Randgleise erfolgen.
Die Deutsche Reichsbahn scheute den erforderlichen Geräte- und Kabeladeraufwand deutlich länger. Hier war der Berliner Außenring die erste und lange einzige Strecke. Die ersten Versuche wurden noch zweimal eingleisiger Betrieb genannt, die für das linke Streckengleis gültigen Signale standen rechts vom Gleis. Sie erforderten entweder einen vergrößerten Gleisabstand oder aufwändige Signalausleger. Die zwischen den Streckengleisen stehenden Signale waren zusätzlich beschädigungsanfällig. Das Aufstellen der Signale am linken Streckengleis auf der linken Seite bewährte sich deutlich besser, doch sollten Einfahr- und Blocksignale und deren Vorsignale am linken und rechten Streckengleis nicht auf einer Höhe stehen. Mitte der 1970er Jahre wurde diese Forderung wieder aufgegeben. Während die Direktionsbezirke Berlin, Magdeburg, Schwerin und etwas später auch Dresden Hauptsignalen an den linken Streckengleisen aufgeschlossen gegenüberstanden, verweigerten sich die Direktionen Halle und Erfurt nahezu vollständig. Um 1980 systematisierte die DR die Verfahren zum Befahren des linken Streckengleises. Damit erhielt der Gleiswechselbetrieb die Bezeichnung Linksfahrbetrieb mit Zs 7. Dieses Signal wurde in diesem Zusammenhang in Linksfahrauftragssignal umbenannt.
Mit Herausgabe der DB-Konzernrichtlinie (KoRil) 408 Züge fahren und rangieren zum 15. Juni 2003 wurde die Bezeichnung Gleiswechselbetrieb auch im Bereich der ehemaligen Bundesbahn nicht mehr verwendet. Stattdessen wurde die Bezeichnung Fahren auf dem Gegengleis mit Hauptsignal und Signal Zs 6 ständig eingerichtet eingeführt. In anderen Richtlinien, wie zum Beispiel der Richtlinie (Ril) 406 Fahren und Bauen, wurde weiterhin die Bezeichnung Gleiswechselbetrieb verwendet. Mit der Bekanntgabe 10 der Richtlinie 408 vom 10. Juni 2012 wurde wieder der in § 38 Nummer 3 der Eisenbahn-Bau- und Betriebsordnung (EBO) benutzte Begriff Gleiswechselbetrieb verwendet. Erst mit dem Bau von elektronischen Stellwerken wurde der Gleiswechselbetrieb zum Regelbetriebsverfahren auf zweigleisigen Strecken.
Im U-Bahn-Bereich benutzen die Hamburger Hochbahn und die Wiener Linien den Begriff „Gleiswechselbetrieb“ auch für die Kommunikation mit ihren Fahrgästen. Hiermit ist der Fahrbetrieb für beide Richtungen über eines von zwei Gleisen gemeint, wenn das andere Gleis z. B. für Bauarbeiten gesperrt ist.

## Schweiz
In der Schweiz wird eine Strecke, die in beiden Richtungen für jedes Gleis Signale besitzt, als mehrspurige Strecke mit Wechselbetrieb bezeichnet. Eine signalmässige Zugfahrstrasse kann freizügig auf jedes Streckengleis gestellt werden, was die heutzutage übliche Ausrüstung mit Signalisations- und Stellwerkstechnik ist.
Eine zweigleisige Strecke mit Signalen nur am Regelgleis heißt zweigleisige Strecke mit Einrichtung für Einspurbetrieb und ist in der Streckentabelle speziell gekennzeichnet. Der Fahrdienstleiter kann auf einer solchen Strecke nach einem festgelegten Prozess den Einspurbetrieb einführen. Anschließend kann der Streckenabschnitt – abhängig von der Ausrüstung des Bahnhofes mit oder ohne quittungspflichtige Verständigung – ohne Einschränkungen auf dem „falschen“ Gleis befahren werden, jedoch ist dabei kein Gegenverkehr möglich. Strecken mit dieser Ausrüstung werden daher nur auf dem rechten Gleis befahren, wenn auf dem Regelgleis Bauarbeiten stattfinden oder eine Störung auftrat. Währenddessen gilt für den entsprechenden Streckenabschnitt der Einspurbetrieb, das heißt, in beide Richtungen wird, analog zu einer Einspurstrecke, auf nur einem Gleis gefahren.
Inzwischen sehr selten geworden, aber weiterhin anzutreffen, sind zweigleisige Strecken ohne Einrichtung für Einspurbetrieb. Eine solche Strecke kann nicht signalmässig auf dem rechten Gleis befahren werden.